# Dobrotîmofiivka, Dobrovelîcikivka
Dobrotîmofiivka (în ucraineană Добротимофіївка) este un sat în comuna Novolutkivka din raionul Dobrovelîcikivka, regiunea Kirovohrad, Ucraina.

## Demografie
Componența lingvistică a localității Dobrotîmofiivka
     Ucraineană (100%)
Conform recensământului din 2001, toată populația localității Dobrotîmofiivka era vorbitoare de ucraineană (100%).